# Xuanxue
Xuanxue, die Mystische Lehre (chinesisch 玄學 / 玄学, Pinyin Xuánxué, W.-G. Hsüan-hsüeh, Jyutping jyun4hok6 – „Lehre vom Schwerbegreifbaren, Geheimnisvolle Lehre, Mystische Lehre, Lehre vom Tiefsinnigen, Mystische Schule, Metaphysik“), die auch Neodaoismus (Neotaoismus) genannt wird, ist eine philosophische Strömung der chinesischen Philosophie aus der Zeit der Wei- und Jin-Dynastien des 3. und 4. Jahrhunderts, die eine Weiterentwicklung des philosophischen Daoismus der Werke Daodejing und Zhuangzi darstellt und in der daoistisches Gedankengut mit konfuzianischem verbunden wird. Auch buddhistische Einflüsse sind enthalten (vgl. Leere, Leerheit). Der Begriff xuanxue geht auf das erste Kapitel des Daodejing zurück.
Wang Bi, Xiang Xiu, He Yan und Guo Xiang zählen zu ihren bedeutendsten Vertretern.